# شهرستان کریستین (میزوری)
شهرستان کریستین، میزوری (به انگلیسی: Christian County, Missouri) یک سکونتگاه مسکونی در ایالات متحده آمریکا است که در میزوری واقع شده‌است.